# Ян Паулус Лотсі
Ян Паулус Лотсі (англ. Johannes Paulus Lotsy; нар. 11 квітня 1867, Дордрехт — пом. 11 листопада 1931, Ворбюрг) — голландський учений в області ботаніки.

## Життєпис
Ян народився 11 квітня 1867 року в Дордрехті.
Освіту здобув в Геттінгенському університеті. Працював в Університеті Дж. Гопкінса в Балтиморі, США, на хінній станції на острові Ява (1896–1900), з 1904 викладав ботаніку в Лейденському університеті, директор державного Гербарія там же (1904–1909), секретар Королівського голландського наукового товариства (1909–1919). Вивчав флору Франції, Італії та Швейцарії, здійснив подорожі до Австралії та Нової Зеландії (1925), Південну Африку (1926–1927), Єгипет (1930).
Зробив великий внесок у вивчення родини Balanophoraceae, автор описів яванських рослин і праць з таксономії і генетики. Висунув умоглядну гіпотезу «еволюції при сталості видів», згодом відхилену наукою. Лотсі заперечував існування мутацій, вважав гени незмінними, в результаті чого постулював сталість і незмінність видів. При цьому він абсолютизував роль комбинативної мінливості, вважаючи, що еволюція не є виникненням чогось якісно нового, а лише результат перекомбінації «первинного» генофонду при схрещуванні. Творчу роль природного відбору Лотсі заперечував.
В історії біології ім'я Лотсі залишилося, перш за все, тому, що він ввів терміни «жорданон» («елементарний», константний вид, названий на честь Алексіса Жордана) і «ліннеон» (класичний, «Ліннеївський» вид, названий на честь Карла Ліннея), який нібито розпадається на безліч жорданонів. Проведена дискусія в ботаніці, в якій взяли участь Вавилов Микола Іванович і багато інших вчених, призвела до розуміння складної внутрішньої генетичної структури виду, що стало однією з необхідних передумов виникнення синтетичної теорії еволюції.
На честь Лотсі названа орхідея Oberonia lotsyana J.J.Sm..

### Смерть
Помер Ян Паулус Лотсі 17 листопада 1931 року в громаді Ворбюрг, в нідерландській провінції Південна Голландія.